# Dolmen du Bois Grand
Le dolmen du Bois Grand est un dolmen situé sur la commune des Ternes, dans le département français du Cantal.

## Description

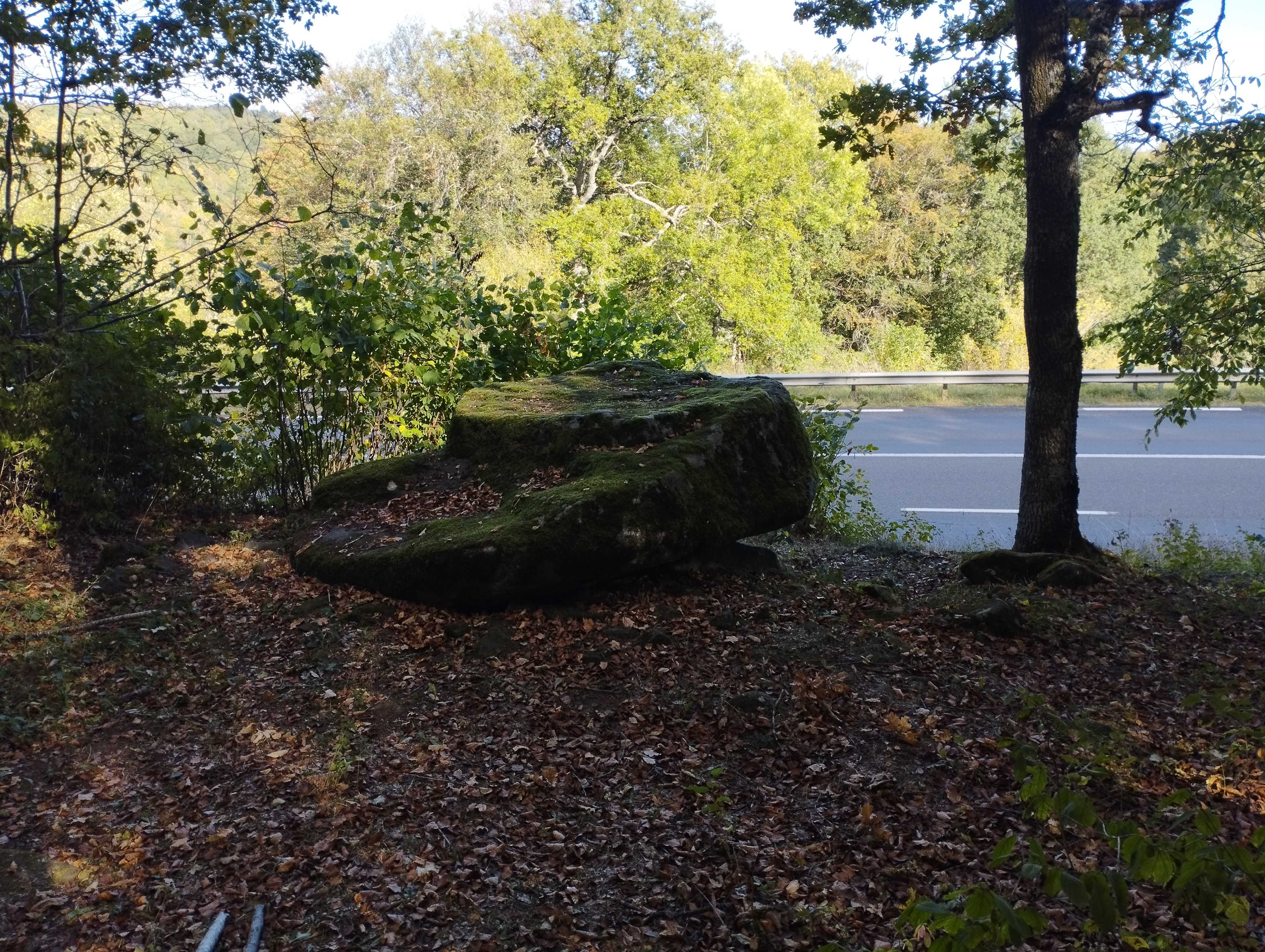
Vue de l'édifice depuis le bois avec la D 921 en arrière-plan.

Le dolmen est constitué de deux supports et d'une dalle de couverture. Elle est entourée d'un ensemble en pierre sèche qui semble constituer une aire circulaire. Le dolmen a subi des fouilles clandestines qui ont vidé la chambre de la quasi totalité des sédiments.